# Mereșciv, Peremîșleanî
Mereșciv (în ucraineană Мерещів) este un sat în comuna Vovkiv din raionul Peremîșleanî, regiunea Liov, Ucraina.

## Demografie
Componența lingvistică a localității Mereșciv
     Ucraineană (100%)
Conform recensământului din 2001, toată populația localității Mereșciv era vorbitoare de ucraineană (100%).